# Медицинское страхование
Медицинское страхование — форма страхования здоровья человека, которая покрывает часть расходов, вызванных страховым случаем, консультацией с врачом или иные расходы на медицинские услуги посредством регулярного совместного вложения средств в общий фонд.
Как и в случае с другими видами страхования, риск распределяется между многими людьми. Оценивая общий риск риска для здоровья и расходы системы здравоохранения по пулу рисков, страховщик может разработать обычную финансовую структуру, такую как ежемесячные премии или налог, взимаемый с заработной платы, чтобы обеспечить деньги для оплаты медицинских пособий, указанных в страховом соглашении.
Пособие администрируется центральной организацией, например государственным учреждением, частным предприятием или некоммерческой организацией.
Американская ассоциация медицинского страхования определяет медицинское страхование как «покрытие, обеспечивающее выплату пособий в результате болезни или травмы. Оно включает страхование убытков в результате несчастного случая, медицинских расходов, инвалидности или случайной смерти и расчленения».

## Полис медицинского страхования
Полис медицинского страхования — это именной документ, подтверждающий факт заключения страхового договора между страховщиком (например, страховой компанией или правительством) и физическим лицом или его/ее спонсором (то есть работодателем или общественной организацией). Договор может быть возобновляемым (ежегодно, ежемесячно) или пожизненным в случае частного страхования. Он также может быть обязательным для всех граждан в случае, если его определяет в таком виде национальное законодательство. 
Тип и размер расходов на здравоохранение, которые будут покрыты поставщиком медицинского страхования, указываются в письменной форме, в договоре участника или в иных документах, определённых законодательством страны применения. 

## Медицинское страхование по странам

### Австралия
Австралийская система общественного здравоохранения называющаяся Medicare, обеспечивает бесплатный всеобщий доступ к стационарному лечению и субсидируемому амбулаторному медицинскому обслуживанию. Она финансируется за счет 2% налогового сбора со всех налогоплательщиков, дополнительного 1% сбора с лиц с высоким доходом, а также иных доходов.